# Ривальба
Ривальба (итал. Rivalba) — коммуна в Италии, располагается в регионе Пьемонт, в провинции Турин.
Население составляет 1028 человек (2008 г.), плотность населения составляет 102 чел./км². Занимает площадь 10 км². Почтовый индекс — 10090. Телефонный код — 011.
Покровителем коммуны почитается святой Аманций (Sant’Amanzio), празднование в первое воскресение августа.

## Демография
Динамика населения:

## Администрация коммуны
- Официальный сайт: http://www.comune.rivalba.to.it/

## Города-побратимы
- Эльс-Осталетс-де-Пьерола, Испания